# Disclisioprocta albosignata
Disclisioprocta albosignata là một loài bướm đêm trong họ Geometridae.